# Christian Mair (Sprachwissenschaftler)
Christian Mair (* 3. Februar 1958 in Innsbruck) ist ein deutscher Sprachwissenschaftler österreichischer Herkunft. Er ist seit 1990 Professor für Englische Sprachwissenschaft an der Universität Freiburg.

## Werdegang
Nach Promotion sub auspiciis praesidentis rei publicae (1985) und Habilitation (1990) an der Universität Innsbruck wurde Mair 1990 Professor für Anglistische Sprachwissenschaft in Freiburg. 2005 wurde er zum Ehrendoktor der 
Universität Iași ernannt. 2006 wurde er Mitglied des Deutschen Wissenschaftsrates. 2013 wurde er als korrespondierendes Mitglied in die Österreichische Akademie der Wissenschaften aufgenommen. Seit 2014 ist er ordentliches Mitglied der Heidelberger Akademie der Wissenschaften.

## Wissenschaftliche Schwerpunkte
- Soziolinguistik des Englischen
- Sprachwandel im heutigen Englisch
- Korpuslinguistik
- Grammatik des modernen Englisch

## Veröffentlichungen
- 1990: Infinitival Clauses in English, Cambridge: Cambridge University Press.
- 1995: Englisch für Anglisten: Eine Einführung in die englische Sprache, Tübingen Stauffenberg.
- 1995: English in the World Today: A Survey of Varieties of English around the World, Iași: Ars Nova.
- 1997: Einführung in die anglistische Sprachwissenschaft, Darmstadt: Wissenschaftliche Buchgesellschaft.
- 1999 (mit Ernst Leisi): Das heutige Englisch: Wesenszüge und Probleme, 8. Aufl., Heidelberg: Winter.
- 2006: Twentieth-Century English: History, Variation and Standardization, Cambridge: Cambridge University Press.
- 2008: English Linguistics, Tübingen: Narr.

Mair ist zudem Mitherausgeber der Zeitschrift Arbeiten aus Anglistik und Amerikanistik.